# 30년 전쟁
30년 전쟁(독일어: Dreißigjähriger Krieg)은 유럽에서 로마 가톨릭교회를 지지하는 국가들과 프로테스탄트교회를 지지하는 국가들 사이에서 벌어진 종교 전쟁이다. 유럽 뿐만 아니라 인류의 전쟁사에서 가장 잔혹하고 사망자가 많은 전쟁 중 하나였다. 30년 전쟁이라는 표현을 처음 쓴 이는 17세기의 사무엘 폰 푸펜도르프라고 한다.
30년 전쟁은 종교적인 측면에서는 프로테스탄트교회(개신교회)와 로마 가톨릭교회의 대립으로, 정치적인 측면에서는 전제군주정과 봉건 제도의 대립으로 볼 수 있다. 신성 로마 제국과 이 국가의 종교 정책을 지지하는 제후국 및 반대하는 제후국 간의 다툼이었으나 거의 대부분의 강대국이 개입하면서 규모가 커지고 각국의 이해 관계가 교차하는 근대적인 전쟁으로 발전하였다. 이 국가들은 수많은 용병을 고용했으며 전쟁이 지속될수록 종교적 색채는 옅어지고 유럽의 정치적 구도에서 합스부르크 가문과 프랑스의 대결 구도로 바뀌었다. 17세기에 종교적 믿음과 실천은 오늘날 평균적인 유럽인보다 더 많은 영향을 끼쳤다. 이 시기에 대부분의 유럽인은 논란의 편에 서게 되었고, 종교적 계파는 사람들의 윤리와 충성과 관련이 깊었는데 이는 그들이 충성하는 제후나 왕의 종교와 밀접한 연관성을 지녔다.
전쟁은 새로 선출된 신성 로마 제국 황제 페르디난트 2세가 그의 영토에서 반종교개혁을 시행하려고 함으로써 발발했다. 그는 로마 가톨릭을 그의 국민들에게 강요했다. 북부의 프로테스탄트 국가들은 아우크스부르크 화의에서 보장받은 종교 선택의 권리가 위반되자 분노하여 개신교 제후동맹을 결성하여 이에 반대했다. 페르디난트 2세는 그의 이전 황제였던 루돌프 2세에 비해 독실한 로마가톨릭 신자였고, 친로마가톨릭 성향이 강한 정책을 폈다.
이러한 일련의 사건들은 북유럽과 중앙유럽에 공포를 퍼뜨렸고, 오스트리아 지역에 있던 개신교 국가 보헤미아 왕국이 반란을 일으키는 계기가 되었다. 이들은 합스부르크 가문에 반대해 프리드리히 5세 폰 팔츠 선제후를 그들의 황제로 선출했다. 프리드리히 5세는 왕위를 제후동맹의 승인 없이 받아들였다. 로마가톨릭이 대부분이었던 남부의 제후국이 이에 반대했다. 이들은 바이에른 선제후를 중심으로 황제를 지지하기 위해 가톨릭 제후연맹을 결성했다. 1620년 백산 전투에서 황제군은 반란을 제압했으나 유럽의 개신교 국가들은 이를 비판했다.
보헤미아에서 로마 가톨릭군의 잔학 행위가 이어지자 작센 선제후국이 마침내 개신교 제후동맹에 지지를 표하며 이들과 함께 싸웠다. 같은 합스부르크 가문이었던 스페인이 신성 로마 제국을 지지하며 전쟁에 참여하자, 이에 대항해 여러 목적을 가진 개신교 국가들이 신성 로마 제국에 대항해 전쟁에 참여했다. 당시 팔츠 선제후와 인척 관계였던 잉글랜드 왕국이 1625년 전쟁에 개입했고, 홀슈타인에 영지를 보유하고 있던 덴마크-노르웨이가 같은 해 자신의 영지를 지키기 위해 전쟁에 참여했다. 당시 스페인에 맞서 독립 전쟁을 치르고 있던 네덜란드 공화국도 전쟁에 본격적으로 개입했으며, 신성 로마 제국 내 개신교 국가였던 브라운슈바이크뤼네부르크 공국, 브란덴부르크-프로이센 등도 이들과 동맹을 맺고 전쟁에 본격적으로 참여했다. 이후 덴마크의 패배 이후 이를 대신해 스웨덴 제국의 왕 구스타브 2세 아돌프도 1630년부터 전쟁에 개입했다. 스페인과 신성 로마 제국 사이에서 계속 포위당하고 있던 로마가톨릭 국가인 프랑스 왕국도 스웨덴 제국 및 오스만 제국과 동맹을 맺고 1635년부터 개신교 편으로 참전했다.
30년 전쟁은 독일 전역을 기근과 질병으로 파괴했다. 특히 보헤미아 왕국과 남부 네덜란드 및 독일과 이탈리아에 위치한 국가들의 인구가 급감했다. 용병과 병사들 모두 기여금을 받기 위해 공헌을 위장하거나 마을을 약탈했으며 점령당한 영토 거주민들의 생활고는 심해졌다. 참전국 대부분은 파산 위기에 몰렸지만, 유럽 내부에서는 신흥 강대국들이 등장하기도 했다. 1648년 베스트팔렌 조약 이후 네덜란드 공화국은 독립을 공인받은 이후 급격히 성장했다. 잉글랜드 왕국, 프랑스, 스웨덴 제국도 전쟁 이후 상당한 영토를 보유하게 되었고, 신성 로마 제국을 대신해 새로운 유럽의 강대국이 되었다. 이후 17세기 후반 신성 로마 제국의 권위는 추락하게 되었다.

## 배경

### 네덜란드 독립 전쟁
1610년대 초에 유럽의 정세는 크게 바뀌고 있었다. 가장 큰 역사적 변화는 스페인 제국의 몰락이 가속화되기 시작하였다는 것이다. 오스만 제국을 레판토 해전에서 격파하고, 라틴아메리카 대부분을 자신의 식민지로 복속한 스페인은 16세기 중반까지 유럽의 최강대국 중 하나로 부상하게 되었다. 그러나 펠리페 2세의 지나친 중심집권화 및 개신교에 대한 종교 탄압은 네덜란드 개신교도의 반발을 부추겼다. 1568년부터 스페인의 지배 하에 있던 저지대 국가의 북부 지역이 반란을 일으키면서 스페인은 이 반란을 진압하기 위해 자국의 경제력을 네덜란드 반란군에 쏟아부었다. 1588년 스페인 무적함대가 영국-네덜란드 연합군에 의해 격파당한 이후, 스페인의 위신은 바닥으로 추락했다. 네덜란드 연방은 스페인에 대한 반격을 감행해 1609년 스페인령 네덜란드에 뼈아픈 타격을 입혔다. 이에 스페인령 네덜란드는 스페인에 의존하게 되었다. 이후 네덜란드는 마우리츠 공을 중심으로 스페인에 대항한다.

### 신흥 강대국의 등장
스페인 제국이 쇠퇴를 거듭할 무렵, 유럽에서는 새로운 세력이 등장해 스페인 제국 패권에 도전할 수 있게 되었다. 가장 큰 성장 세력은 프랑스 왕국이었다. 백년 전쟁 이래로 봉건제가 서서히 붕괴하기 시작한 프랑스 왕국은 앙리 4세 통치 하에 중앙 집권 기틀을 마련하는데 성공한다. 당시 앙리 4세는 프랑스 내에서 지속하던 개신교와 로마 가톨릭교 사이 내전을 종식시키기 위해 낭트 칙령을 발표했고, 이는 프랑스 국민이 통합할 수 있는 계기가 되었다. 또한 그는 오랜 적수였던 합스부르크 왕가로부터 고립을 피하기 위해 실리적인 외교 정책을 구사한 것으로도 유명하다. 그는 신성 로마 제국을 고립시키기 위해 오스만 제국과 동맹을 맺는 한편, 반합스부르크 세력인 스위스 독립을 인정했고, 신성 로마 제국과 같은 가문이 다스리는 스페인의 확장을 막기 위해 이들과 대항하는 포르투갈 및 네덜란드 독립군을 지원했다. 외적으로도 큰 치적을 이룬 프랑스는 유럽 각국에 포도주와 곡물을 수출해 부를 축적하였다.
한편 유럽 북쪽 지대에서도 강력한 중앙집권화를 이룩한 국가들이 등장했다. 스웨덴 제국, 엘리자베스 1세의 잉글랜드 왕국, 덴마크-노르웨이가 이 세 국가다. 잉글랜드 왕국은 엘리자베스 1세 즉위 이후 개신교도 국가로 확실히 자리매김하게 되었다. 1588년 네덜란드와 연합해 무적함대를 격파함으로써 잉글랜드 왕국의 해상 통제권은 스페인을 앞지르게 되었다. 엘리자베스 1세는 영국령 동인도 회사를 창립하여 아시아에서 무역을 증대시키는 한편, 자국 내에서 증가하던 종교 분쟁도 슬기롭게 해결하였다. 구빈법 등 백성을 위한 애민정책도 적극적으로 편 그녀는 1603년 세상을 떠났다. 이후 즉위한 제임스 1세는 북아메리카에 제임스타운을 건설하는 등 해외 확장 정책을 적극적으로 추진하였지만, 자국에서는 의회와 국왕의 충돌이 끊임없이 이어졌기 때문에 유럽 내부 정세에 깊숙이 관여할 수 없었다.
이와 달리 스웨덴 제국과 덴마크 왕국은 같은 개신교 국가임에도 서로 반목하는 사이였다. 먼저 스웨덴 제국은 당시 스웨덴 왕이었던 구스타브 2세 아돌프는 부왕의 뜻을 기려 적극적인 발트해 공략 작전을 개시했다. 그는 잉그리안 전쟁에서 러시아 제국 군대를 격파했으며, 폴란드-리투아니아 연방을 자주 침공하기도 했다. 이 무렵 스웨덴은 해상 무역이 발달하여 한자 동맹을 위협할 수준에 이르렀으며, 발트해 세력권을 확보하여 강대국으로 성장할 발판을 마련했다. 이와 반대로 덴마크-노르웨이의 크리스티안 4세는 발트해와 북해를 이어주는 카테카트 해협 및 스카게라크 해협을 장악하여 이 두 해협을 지나는 선박에 통행료를 얻었다. 이는 덴마크 왕실 권위 증가에 크게 이바지했다. 덴마크는 신성 로마 제국 내에 영지를 보유한 국가이기도 했다. 덴마크 크리스티안 4세는 홀슈타인 영주로써 신성 로마 제국 북부 지역 요충지를 차지하고 있었기 때문에, 신성 로마 제국에서도 무시할 수 없었다. 이 두 국가는 네덜란드, 한자 동맹, 폴란드와도 경쟁하는 사이였다.
발트해 동남부 폴란드-리투아니아 연방 역시 신성 로마 제국 패권에 도전할 정도로 그 세력이 강성해졌다. 1618년 당시 폴란드는 스몰렌스크를 점령하여 루스 차르국을 위협했고, 북쪽으로는 스웨덴, 서쪽으로는 신성 로마 제국, 동쪽으로는 루스 차르국, 남쪽으로는 오스만 제국, 남서쪽으로는 헝가리 왕국과 국경을 접하고 있었다. 북방 세력이 분열한 상황에서 당시 폴란드-리투아니아 연방 왕인 지그문트 3세 바사는 자국이 로마 가톨릭 국가 및 신교 국가들과 두루 관계를 맺고 있었기 때문에 유럽 내에서의 사태를 주시하기로 결정했다. 이 무렵 프랑스와 신성 로마 제국 모두 동맹 세력을 넓히려 안간힘을 쓰고 있었기 때문이었다.

### 프랑스와 신성 로마 제국 외교 공작
유럽 내부에서 종교적 갈등이 심화됨에 따라 서로 앙숙이었던 프랑스와 합스부르크 가의 신성 로마 제국은 서로를 고립시키기 위해 더욱 더 강력한 동맹 체제를 구축하고자 했다. 프랑스의 경우에는 교황, 베네치아 공화국 등과 동맹을 맺었다. 당시의 교황인 바오로 5세는 이탈리아의 지배권이 신성 로마 제국 측에 넘어가는 것을 방지하기 위해 프랑스의 외교 정책에 더 힘을 싣게 된다. 베네치아 공화국의 경우에도 합스부르크 왕조에게 중요한 발텔리나와 접하고 있었기 때문에 합스부르크에게 중요했지만, 오스트리아와 에스파냐 왕가는 이곳을 점령하려 들었기 때문에 자연스레 프랑스의 동맹국으로 자리매김했다.

### 신성 로마 제국 내부
1517년 마르틴 루터가 독일에서 95개조 반박문을 통해 교황을 정면으로 공격한 이후, 1522년 마르틴 루터의 주장을 따르는 라인강 하류 지역의 기사들이 "형제단"을 세우고 신성 로마 제국에 반기를 들었으며, 이들이 진압당한 뒤에도 독일 곳곳에서는 로마 가톨릭 교회를 버리고 루터의 주장을 따르는 루터교회로 개종하는 도시들이 늘어났다. 특히 뮌스터에서는 재세례파 위원회가 결성되어 지역 주교의 군대에 저항했다. 비록 뮌스터는 주교가 이끄는 군대에 함락당했지만, 로마 가톨릭 교회를 버리면 기존의 로마
로마 가톨릭 교회의 재산들을 압수할 수 있었기 때문에 루터교회나 장 칼뱅의 개혁교회로 개종하는 영주들은 늘어만 갔으며, 이어 기사들과 도시민들도 루터교회나 개혁교회로 개종하기 시작했다. 결국 1526년에 열린 슈파이어 제국 의회에서, 오스만 제국 등과의 전쟁을 위해 영주들의 힘을 필요로 했던 신성 로마 제국은 영주들의 루터교회의 신앙을 인정했지만, 1529년 빈 공방전에서 신성 로마 제국이 승리한 이후 황제 카를 5세는 기존의 《보름스 칙령》을 다시 발표해 루터교회를 탄압하려 했다. 개신교도 영주들은 1531년 2월 27일 튀링겐에 모여 슈말칼덴 동맹을 결성하고 카를 5세와 로마 가톨릭 교회에 저항했다. 슈말칼덴 동맹과 신성 로마 제국 사이의 전쟁은 오스만튀르크 제국의 재공격과 작센 공국의 동맹 이탈 등으로 혼선을 빚다, 작센 공국이 다시 반합스부르크 동맹을 결성하고 프랑스 왕 앙리 2세와 《샹보르 조약》을 체결해 프랑스의 지원을 받았다. 대신 반합스부르크 동맹은 프랑스에 캉브레, 메츠, 툴, 베르됭 등을 넘겨주기로 했다.

## 전개

### 프라하 조약 이전 (1618~1635)

#### 보헤미아 반란 (1618년~1620년)

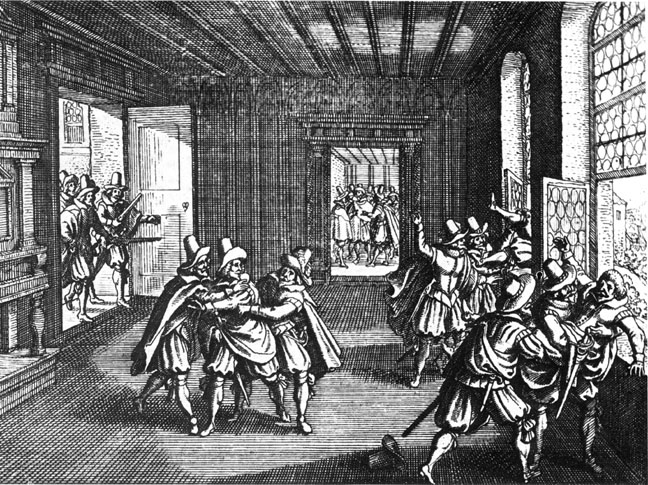
30년 전쟁의 촉매제가 된 프라하 창문 투척 사건.

마티아스 황제가 아들 없이 그의 생애 동안 그의 왕조를 가짐으로써 그의 정연한 변화를 확실시 하려고 했다. 그는 열렬한 로마 가톨릭 지지자인 이스트리아의 페르디난트 2세를 후계자로 생각하고 있었다. 페르디난트를 보헤미아 및 헝가리의 왕좌로 선출하려고 했다. 몇몇 보헤미아의 개신교 지도자들은 루돌프 2세 때 루돌프 칙령 (또는 폐하의 서신)이라 불리는 종교 칙서로 당연히 인정받은 종교 권리를 잃어버릴까봐 두려워했다. 그들은 개신교 제후동맹을 설립한 프리드리히 4세와 그의 아들인 프리드리히 5세를 지지했다. 그는 팔츠 선제후이기도 했다. 그러나 다른 개신교도들은 로마 가톨릭이 주도하는 입장을 지지하기도 했다. 1617년 페르디난트가 보헤미아 왕국의 실질적인 주인으로 선출되었고 마티아스가 죽자 자연스레 보헤미아의 왕이 되었다.
왕의 선출 이후 2명의 로마 가톨릭 의원들이 1618년 5월 프라하 성의 대표로 보내졌다. 페르디난트는 그의 결석 동안 정부의 행정을 담당하기를 원했다. 1618년 5월 23일 개신교 의회는 그들을 포위하고 창문 밖으로 던졌다. 그들은 추락했으나 부상을 입었음에도 불구하고 살아남았다. 제2차 프라하 창밖 투척사건이라 알려진 이 사건으로 보헤미아 반란이 시작되었다. 곧 보헤미아 분쟁은 보헤미아 왕국, 실레시아, 루사티아까지 번졌다. 모라비아는 이미 가톨릭과 개신교도들의 싸움으로 얼룩진 상태였다. 모라비아 지역의 분쟁은 다시 프랑스 왕국, 스웨덴 제국, 네덜란드, 덴마크-노르웨이, 스페인 제국, 포르투갈 왕국, 잉글랜드 왕국 등 다른 유럽 강대국들이 이 사태에 개입하거나 아니면 예의주시하는 계기가 되었다.

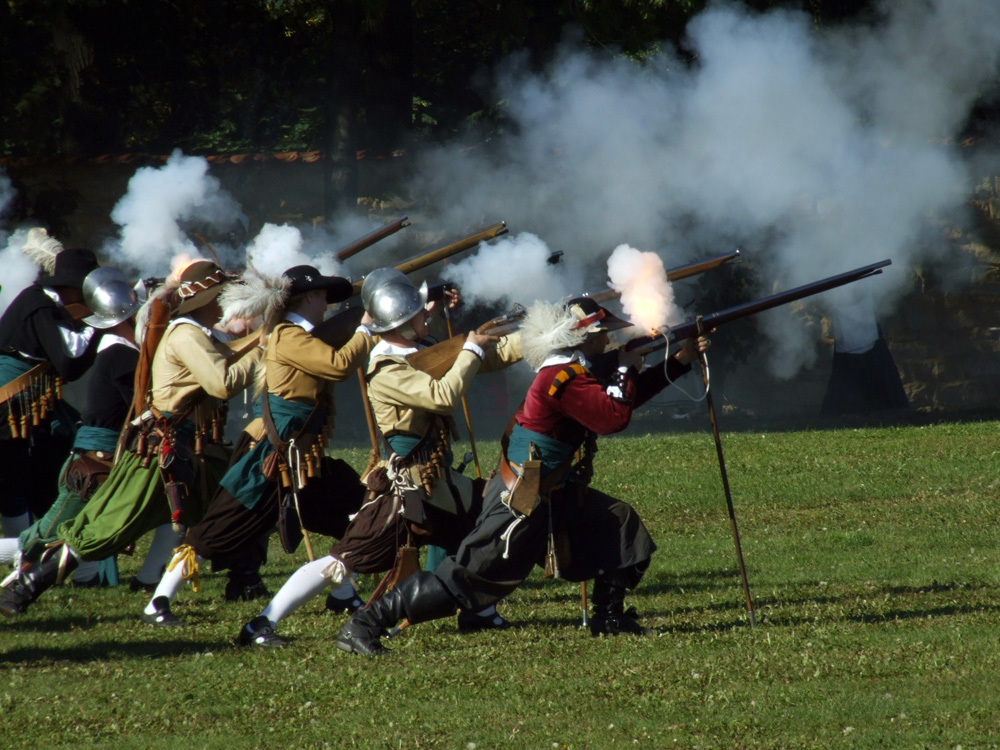
백산 전투의 재현

보헤미아 분쟁은 여전히 지역적인 분란으로 남아있었다. 하지만 마티아스 황제의 죽음 이후 개신교 반란 지도자들은 대담해졌다. 마티아스 황제의 죽음으로 인해 공식적인 황제가 된 페르디난트 2세와 보헤미아 반란군이 두려워하는 것은 분쟁이 서부 독일로 이동하는 것이었다. 페르디난트는 이 문제를 해결하기 위해 같은 합스부르크 가문인 그의 조카 펠리페 4세에게 도움을 요청했다. 황제에 맞선 동맹에 대해 결사적이었던 보헤미아 인들은 칼뱅파였던 팔츠 선제후였던 칼뱅교도 프리드리히 5세를 보헤미아 왕의 후보로 내세우고 있었고 프리드리히 5세는 개신교 제후동맹을 이끌고 있었다. 보헤미아는 제후동맹에 자국을 가입시켜준다면 프리드리히 5세에게 보헤미아 왕위를 줄 것이라고 약속했다. 하지만 사보이 공작 카를로 에마누엘레 1세, 작센 선제후국의 요한 게오르크 1세, 헝가리 왕 베틀렌 가보르에게도 같은 약속이 주어졌다. 프라하를 떠나는 모든 서신들을 가로챌 수 있었던 것으로 보이는 오스트리아 인은 이러한 이중적 태도를 공연히 알렸다. 이는 보헤미아인들에 대한 지지가 추락하는 원인이 되었고, 작센은 아예 이들에게 신임을 주지 않았다.
이러한 열악한 상황에도 불구하고 반란은 보헤미아인들에게 유리하게 돌아갔다. 귀족들 대부분이 루터파와 칼뱅파였던 오버외스터라이히가 반란에 동참했고, 곧 니더외스터라이히가 반란을 일으켰다. 1619년에는 진트리히 마타야스 트런이 비엔나 성벽을 향해 공격을 가했다. 더욱이 영국 제도에서는 프리드리히 5세의 반란이 유럽의 조엘리라 묘사되는 엘리자베스 스튜어트의 문제로 비춰지게 되었다. 이는 30년 전쟁 전반에 걸쳐 수천 명의 지지자들이 엘리자베스 스튜어트가 전쟁의 원인이라는 흐름을 내놓기도 했다. 호레이스 베레가 이끄는 영국-네덜란드 연합군이 전쟁 초기에 팔츠 선제후 지역으로 이동했고 존 세톤이 이끄는 스코틀랜드-네덜란드 연합군이 보헤미아로 이동했다. 그리고 후에 이들은 혼성 부대인 브르타뉴 여단에 참여하게 된다. 세톤의 여단은 1622년까지 트레본 마을을 사수한 여단으로, 보헤미아에서는 최후의 개신교 동맹이었다.

#### 외국군 개입 및 팔츠 전역

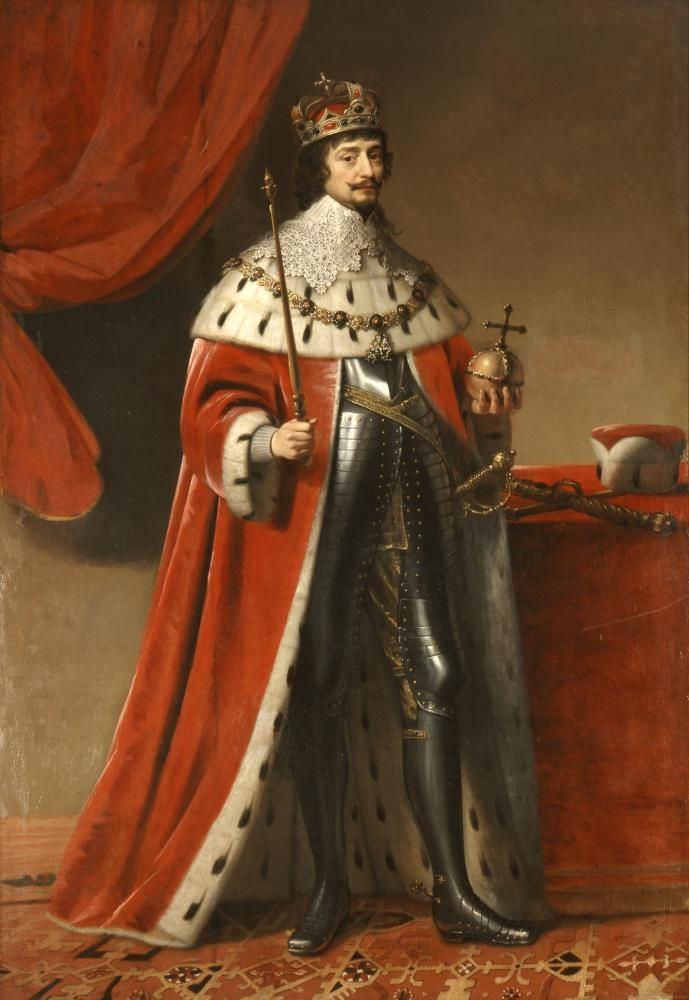
프리드리히 5세의 초상화.

트란실바니아의 공작이자, 헝가리 개신교도의 왕이었던 베틀렌 가보르는 합스부르크 헝가리로 진격했다. 이 때 그는 오스만 제국의 술탄 오스만 2세의 지원을 받고 있었다. 페르디난트 2세의 로마 가톨릭 공포 정치로 베틀렌은 오스만 2세에게 보호를 해달라 부탁했고, 오스만 제국은 이에 따라 합스부르크의 통치에 반기를 일으키고 개신교도의 왕으로 프리드리히 5세를 선출한 이후 보헤미아 내 여러 국가들이 힘을 발휘할 수 있는 상황을 만들 수 있는 보헤미아의 유일한 동맹국이 되었다. 하인리히 비터가 이스탄불을 1620년 1월 방문했고, 메메트 아가가 1620년 7월 프라하를 방문했다. 오스만 제국 기병은 프리드리히에게 6만 명의 기병을 주었고, 40만 명의 군대가 폴란드를 침공할 계획을 세웠다. 이는 술탄에게 바치는 연간 조공에 대한 답례이기도 했다. 이 협상은 1620년부터 1621년까지 발발한 폴란드-오스만 전쟁을 촉발시켰다. 오스만 제국군은 1620년 9월부터 10월까지 30년 전쟁 당시 합스부르크 가문을 지원하고 있던 폴란드-리투아니아 연방을 체초라 전투에서 패배시켰다. 그러나 1620년 11월 백산 전투에서 보헤미아군이 패배할 때는 오스만 제국은 개입할 수 없었다. 1621년 폴란드군이 재정비해 초틴 전투에서 오스만 제국군을 패배시켰고 양국의 전쟁은 원상복귀되었다.
우스코크 전쟁에서 우위를 점하던 황제는 보헤미아와 그들의 동맹국을 그의 압도하는 수로 누르려고 했다. 황제군의 사령관 부코이 백작은 에른스트 만슈펠트가 지휘하는 개신교도 제후동맹을 1619년 6월 10일 사브레 전투에서 격퇴시켰고, 이것은 트런 백작이 프라하와 연계하지 못함으로써 비엔나 포위를 푸는 계기가 되었다. 합스부르크의 확대에 있어서 오랜 적이었던 사보이 공국 또한 이 전투로 피해를 입었다. 개신교도들의 중요한 동맹이었던 사보이 공국은 개신교도들에 자금을 지원해주고 라인란트 지역에 군대를 주둔시킬 수 있도록 허용했다. 만슈펠트의 패배가 사보이의 개입을 알림으로써, 이들은 전쟁에서 잠시 물러날 수 밖에 없었다. 이들은 1630년 스웨덴 제국이 참전한 이후 다시 30년 전쟁에 개입한다.

#### 덴마크의 개입 (1625–1629)
어퍼 작센 관구를 작센이, 니더작센 관구를 브란덴부르크주가 지배하는 동안 양 관구는 초기 단계에서 중립을 유지했다. 그러나 1623년 프리드리히의 폐위는 루터교의 작센 요한 게오르크와 칼뱅교의 브란덴부르크 선제후 게오르크 빌헬름을 단결시켰는데, 이들은 페르디난트가 이전에 가톨릭 교구였으나 개신교도들이 소유하고 있던 주교직을 되찾으려 한다고 우려했다. 이러한 우려는 1625년 초 틸리가 1566년 이래 개신교 지역이었던 할버슈타트 교구의 재산을 가톨릭 교회에 반환했을 때 더욱 확고해졌다.
홀슈타인 공작으로서 크리스티안 4세는 니더작센 관구의 일원이기도 했으며, 덴마크 경제는 발트 무역과 외레순 해협을 통과하는 통행료에 의존했다. 1621년, 함부르크는 덴마크의 "감독"을 받아들였으며, 그의 아들 프레데리크 3세는 뤼베크 주교후국, 브레멘 대주교후국, 페르덴 주교후국의 공동 관리자가 되었다. 이러한 소유권은 덴마크가 엘베강과 베저강을 통제하는 것을 보장했다.
페르디난트는 프리드리히에 대항하는 알브레히트 폰 발렌슈타인의 지원에 대해 보헤미아 반란군으로부터 몰수한 영지로 비용을 지불했으며, 이제 그는 비슷한 방식으로 북부를 정복하기 위해 발렌슈타인과 계약했다. 1625년 5월, 니더작센 관구는 크리스티안을 군 사령관으로 선출했지만, 저항 없이 이루어진 것은 아니었다. 작센과 브란덴부르크는 덴마크와 스웨덴을 경쟁자로 보았으며, 둘 중 어느 쪽도 제국에 개입하는 것을 피하려 했다. 평화적인 해결을 위한 시도는 독일 내 분쟁이 프랑스와 합스부르크가 라이벌인 스페인 및 오스트리아 간의 광범위한 투쟁의 일부가 되면서 실패했다.
1624년 6월 콩피에뉴 조약에서 프랑스는 최소 3년간 스페인과의 네덜란드 전쟁에 보조금을 지급하기로 합의했으며, 1625년 12월 헤이그 조약에서는 네덜란드와 잉글랜드가 덴마크의 제국 개입에 자금을 지원하기로 합의했다. 페르디난트에 대항하는 더 넓은 연합을 형성하기를 희망했던 네덜란드는 프랑스, 스웨덴, 사보이아 공국, 베네치아 공화국을 초대했으나, 이는 사건들로 인해 무산되었다. 1626년 초, 동맹의 주요 설계자였던 아르망 장 뒤 플레시 드 리슐리외는 국내에서 새로운 위그노 반란에 직면했고, 3월 몬손 조약에서 프랑스는 북부 이탈리아에서 철수하여 스페인 길을 다시 개방했다.

네덜란드와 잉글랜드의 보조금 덕분에 크리스티안은 야심찬 세 부분으로 된 작전 계획을 세울 수 있었다. 그가 베저강을 따라 주력을 이끄는 동안, 에른스트 폰 만스펠트는 마그데부르크 대주교후국에서 발렌슈타인을 공격할 예정이었고, 크리스티안 폰 브라운슈바이크와 모리츠 폰 헤센카셀이 이끄는 군대가 지원할 예정이었다. 그러나 만스펠트는 4월 데사우 다리 전투에서 패배했고, 모리츠가 그를 지원하기를 거부하자 크리스티안 폰 브라운슈바이크는 볼펜뷔텔로 후퇴했으며, 그 직후 병으로 사망했다. 덴마크군은 8월 루터 전투에서 완패했고, 만스펠트의 군대는 11월 그의 사망 후 해체되었다.
크리스티안의 독일 동맹국 중 많은 수가 헤센카셀과 작센처럼 제국 지배를 덴마크 지배로 대체하는 데 거의 관심이 없었으며, 네덜란드나 잉글랜드의 보조금도 거의 지급되지 않았다. 찰스 1세는 크리스티안이 최대 9,000명의 스코틀랜드 용병을 모집하는 것을 허락했지만, 그들이 도착하는 데 시간이 걸렸고, 발렌슈타인의 진격을 늦출 수는 있었지만 그를 막기에는 역부족이었다. 1627년 말, 발렌슈타인은 메클렌부르크, 포메라니아, 윌란반도를 점령했고, 발트해에서 덴마크의 통제에 도전할 수 있는 함대를 건설할 계획을 세우기 시작했다. 그는 스페인의 지원을 받았는데, 이는 네덜란드에 대한 또 다른 전선을 열 기회를 제공했다.
1628년 5월 13일, 그의 부관 아르님은 이 함대를 건설하기에 충분한 시설을 갖춘 유일한 항구인 슈트랄준트를 포위했다. 구스타브 2세 아돌프는 슈트랄준트에 알렉산더 레슬리가 이끄는 수천 명의 병력을 파견하여 레슬리를 총독으로 임명했다. 아르님은 8월 4일 포위를 포기했지만, 3주 후 크리스티안은 볼가스트 전투에서 또 다른 패배를 겪었다. 그는 발렌슈타인과 협상을 시작했는데, 발렌슈타인은 최근의 승리에도 불구하고 스웨덴의 개입 가능성에 대해 우려하여 평화를 원했다.

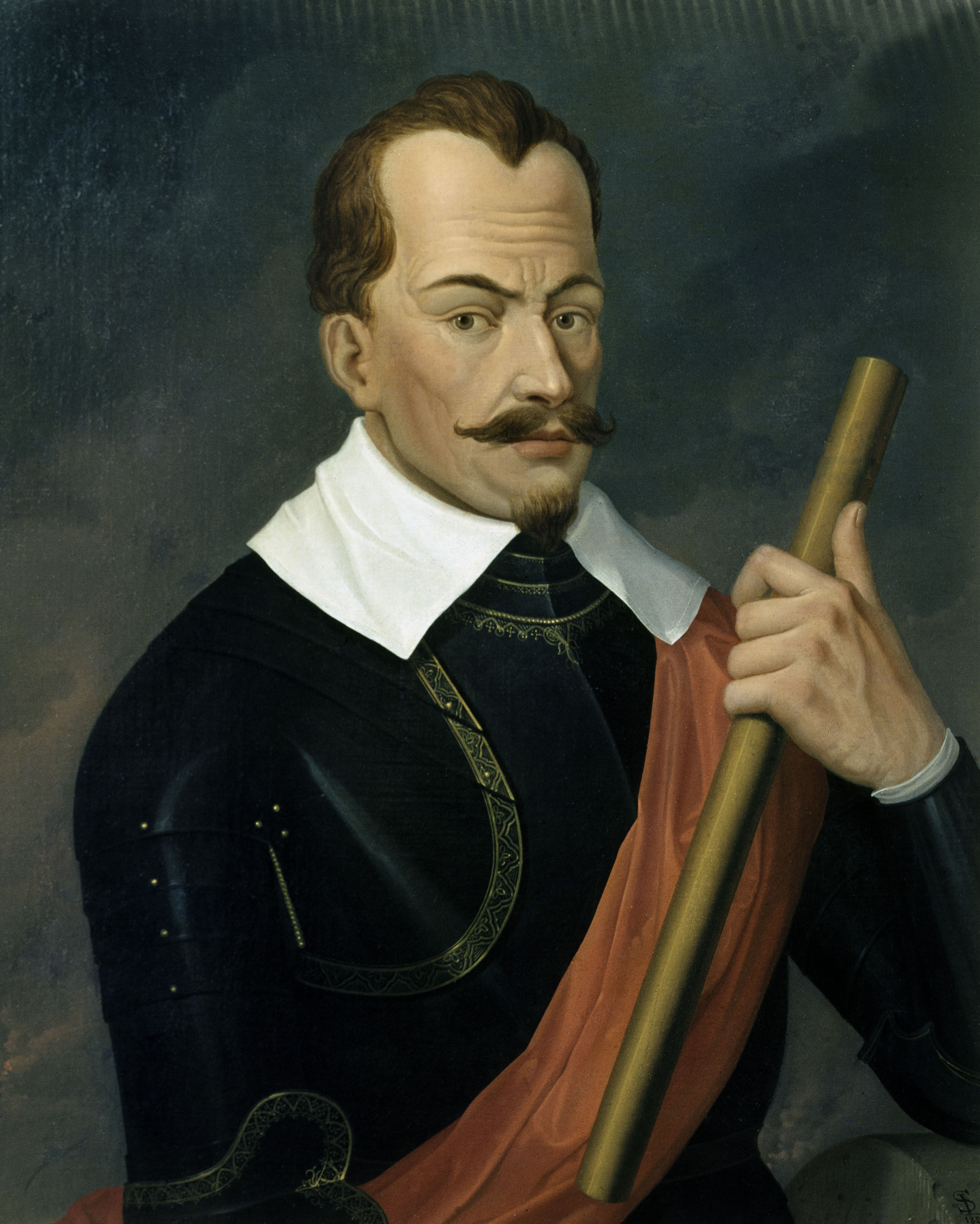
알브레히트 폰 발렌슈타인은 제국에 엄청난 군사적 성공을 안겨주었지만, 그의 권력은 페르디난트와 독일 제후들 모두에게 위협이 되었다.

만토바 계승 전쟁이 발발하면서 페르디난트의 자원이 고갈되자, 발렌슈타인은 그에게 1629년 6월 뤼베크 조약에서 비교적 관대한 조건을 수용하도록 설득했다. 이 조건에 따라 크리스티안은 브레멘과 페르덴을 포기하고 독일 개신교도들에 대한 지원을 중단하는 대가로 슐레스비히 공국과 홀슈타인을 유지할 수 있었다. 덴마크는 슐레스비히와 홀슈타인을 1864년까지 유지했지만, 이는 발트해 지역에서 덴마크가 주요 강대국으로 활동하던 시기의 실질적인 종말을 의미했다.
다시 한번, 승리를 얻기 위해 사용된 방법은 전쟁이 끝나지 않은 이유를 설명한다. 페르디난트의 만성적인 재정적 취약성으로 인해 발렌슈타인은 도시들로부터 몸값을 요구하여 돈을 모았고, 그의 부하들은 동맹이든 적이든 상관없이 지역을 약탈했다. 1628년 초 페르디난트가 세습 메클렌부르크 공작 아돌프 프리드리히 1세를 폐위하고 그 자리에 발렌슈타인을 임명하자, 이 행위는 종교에 관계없이 모든 독일 제후들을 반대파로 단결시켰다. 그러나 막시밀리안이 팔츠를 유지하려는 욕망 때문에 가톨릭 동맹은 1627년 이전의 상태로 돌아갈 것을 주장했고, 개신교도들은 1618년의 상태를 원했다.
성공으로 인해 지나치게 자신감이 넘친 페르디난트는 1629년 3월 복구령을 통과시켰는데, 이는 1555년 이후 가톨릭 교회에서 점유한 모든 토지를 반환할 것을 요구했다. 이는 기술적으로는 합법적이었지만, 정치적으로는 극히 현명하지 못한 조치였다. 그렇게 하면 북부 및 중부 독일의 거의 모든 주 경계가 변경되고, 칼뱅교의 존재를 부정하며, 거의 한 세기 동안 중요한 존재가 아니었던 지역에 가톨릭교를 복구하게 될 것이기 때문이었다. 관련된 어떤 제후도 동의하지 않을 것임을 잘 알고 있었던 페르디난트는 제국 칙령이라는 수단을 사용하여 협의 없이 법률을 변경할 자신의 권리를 다시 한번 주장했다. 이 "독일의 자유"에 대한 새로운 공격은 지속적인 반대를 불러일으키고 이전의 성공을 훼손했다.
동시에, 페르디난트의 동맹국인 스페인은 네덜란드 독립 전쟁이 이제 네덜란드 공화국에 유리하게 전환되었기 때문에 독일 개신교도들을 적대시하는 것을 꺼려했다. 마드리드의 재정 상황은 1620년대에 꾸준히 악화되었는데, 특히 네덜란드 서인도 회사가 1628년 마탄사스만 전투에서 스페인 보물 함대를 나포한 이후 더욱 심해졌다. 이탈리아에서의 전투는 네덜란드로 가야 할 스페인의 자원을 분산시켰고, 프레데리크 헨드리크 판 오라녜는 1629년 스헤르토헨보스 포위전에서 스헤르토헨보스를 점령했다.

#### 스웨덴의 독일 침공 (1630년~1635년)

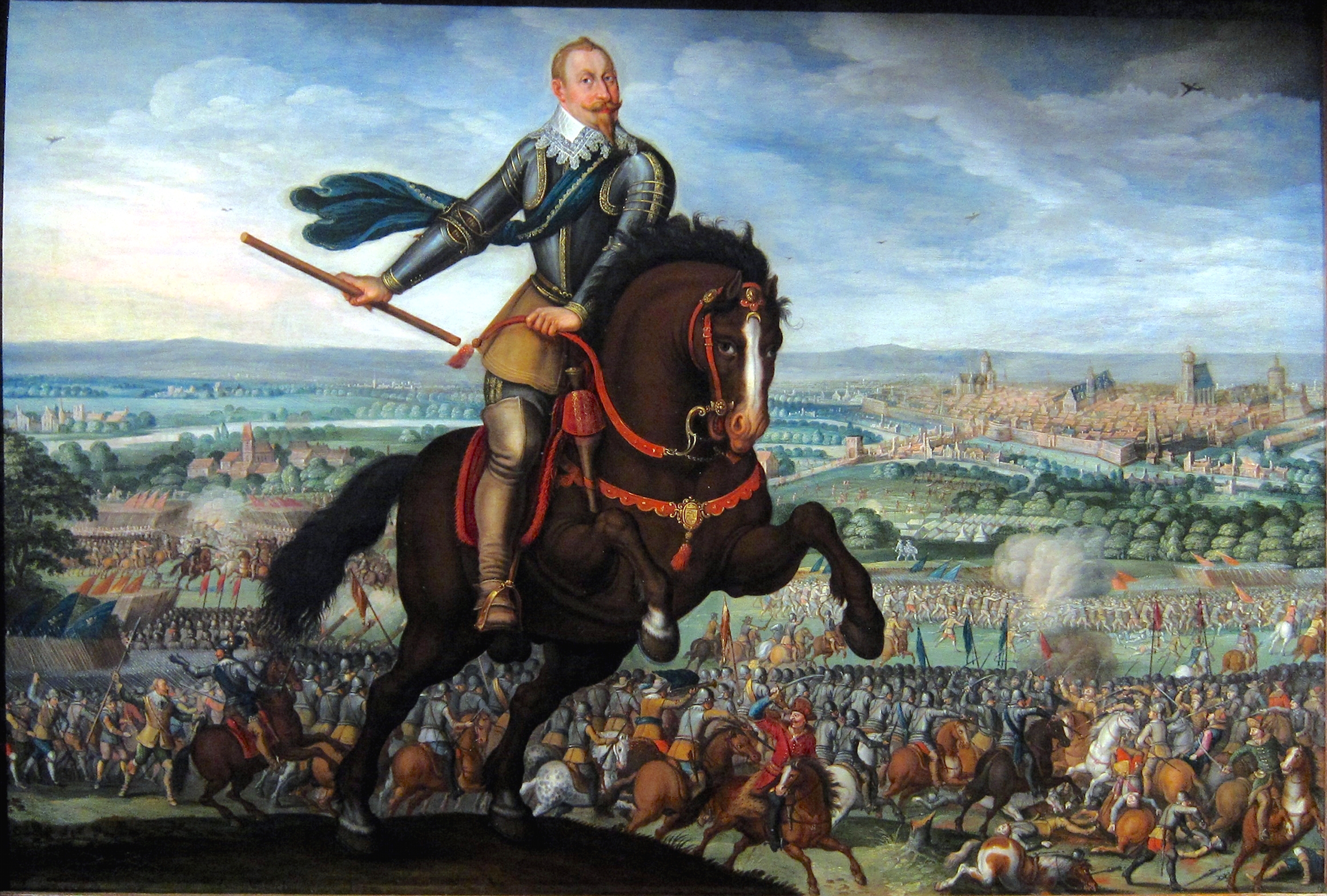
1631년 브라이텐펠트 전투 (1631년)에서 "북방의 사자"라 불린 구스타브 2세 아돌프

1626년부터 1629년까지 구스타브는 자신의 가톨릭 사촌 지그문트 3세 바사가 다스리며 페르디난트 2세의 지원을 받는 폴란드-리투아니아와 전쟁을 벌였다. 이 분쟁이 끝나고 헤센카셀 방백국과 같은 몇몇 소규모 국가만이 페르디난트에게 공개적으로 반대하자, 구스타브는 리슐리외의 명백한 동맹이 되었다. 1629년 9월, 리슐리외는 스웨덴과 폴란드 간의 알트마르크 조약을 협상하는 데 도움을 주어 구스타브가 전쟁에 참여할 수 있게 했다. 구스타브는 부분적으로는 자신의 개신교 동지들을 지원하려는 진정한 열망을 가지고 있었지만, 크리스티안처럼 스웨덴 수입의 대부분을 차지하는 발트해 무역에서 자신의 몫을 극대화하려 했다.
페르디난트 2세와의 협상이 결렬된 후, 구스타브는 1630년 6월 약 18,000명의 스웨덴 병력을 이끌고 포메라니아에 상륙했다. 스트랄준트를 교두보로 삼아 오데르강을 따라 남쪽으로 슈체친으로 진군하여 포메라니아 공작 보기슬라프 14세에게 동맹을 맺도록 강요하여 경쟁자인 지그문트에 대항하여 포메라니아에서의 이권을 확보했다. 그 결과 폴란드인들은 러시아로 관심을 돌려 1632년부터 1634년까지의 스몰렌스크 전쟁을 시작했다.
그러나 스웨덴의 광범위한 독일 지원에 대한 기대는 비현실적임이 드러났다. 1630년 말까지 그들의 유일한 새로운 동맹은 마그데부르크 행정관 크리스티안 빌헬름뿐이었으며, 그의 수도는 틸리의 포위 공격을 받고 있었다. 황제군 병사들의 파괴에도 불구하고 작센과 브란덴부르크는 포메라니아에 대한 자신들만의 야망을 가지고 있었고, 이는 구스타브의 야망과 충돌했다. 또한 이전 경험을 통해 외부 세력을 제국으로 끌어들이는 것이 그들을 떠나게 하는 것보다 쉽다는 것을 알게 되었다.

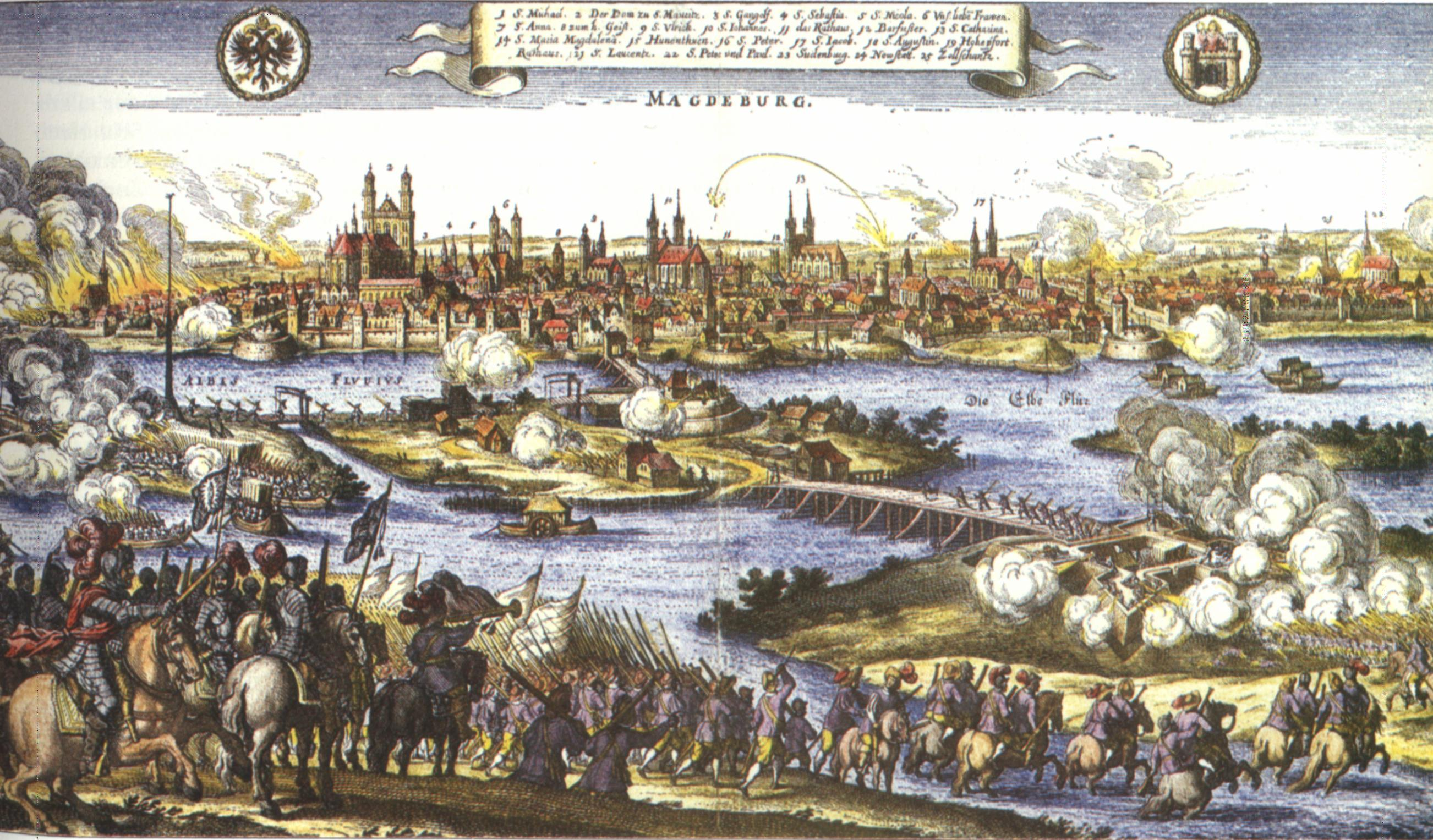
1631년 마그데부르크 약탈

구스타브는 퀴스트린과 프랑크푸르트 안 데어 오데르를 약탈하여 브란덴부르크에 압력을 가했으며, 1631년 5월의 마그데부르크 약탈은 황제와 그 동맹군에게 강력한 경고가 되었다. 다시 한번 리슐리외는 프랑스의 재정력을 사용하여 스웨덴과 독일 제후들 간의 갈등을 해소했다. 1631년 베어발데 조약은 작센과 브란덴부르크를 포함한 스웨덴과 그들의 개신교 동맹국들에게 자금을 제공했다. 이 자금은 연간 40만 라이히스탈러, 또는 100만 프랑스 리브르였으며, 1630년에는 추가로 12만 리브르가 제공되었다. 이는 프랑스 총수입의 2% 미만이었지만, 스웨덴 수입을 25% 이상 늘려주었고 구스타브가 36,000명의 병력을 유지할 수 있도록 했다.
구스타브는 이 군대를 사용하여 1631년 9월 브라이텐펠트 전투 (1631년)에서, 그리고 1632년 4월 라인 전투에서 승리했으며, 이 전투에서 틸리가 전사했다. 페르디난트는 다시 발렌슈타인에게 도움을 요청했고, 발렌슈타인은 구스타브가 지나치게 확장되어 있음을 깨닫고 자신의 보급선을 위협할 수 있는 퓌르트에 주둔했다. 이로 인해 8월 말 알테페스트 전투가 벌어졌는데, 이는 전쟁 중 가장 큰 전투 중 하나였다. 도시 외곽의 황제군 진지에 대한 공격은 유혈이 낭자하게 격퇴되었으며, 이는 구스타브가 독일 전역에서 저지른 가장 큰 실수 중 하나로 평가된다.

스웨덴 국면 중 캠페인

두 달 후, 스웨덴군은 뤼첸 전투 (1632년)에서 황제군과 전투를 벌였다. 양측 모두 큰 사상자를 냈고, 구스타브 자신도 전사했으며 일부 스웨덴 부대는 60% 이상의 손실을 입었다. 발렌슈타인은 해질녘에 퇴각하면서 포병과 부상병을 버리고 전투는 계속되었다. 스웨덴군은 손실에도 불구하고 승리를 주장했지만, 그 결과는 여전히 논쟁 중이다.
구스타브 사후, 그의 정책은 재상 악셀 옥센셰르나에 의해 계승되었고, 프랑스의 지원을 받아 스웨덴과 독일 동맹국들은 1633년 4월 하일브론 연맹을 결성했다. 7월에는 연합군이 올덴도르프 전투에서 브론크호르스트-그론스펠트 휘하의 황제군을 격파했다. 비판가들은 이 패배가 발렌슈타인이 바이에른을 지원하지 않았기 때문이라고 주장했으며, 발렌슈타인이 편을 바꿀 준비를 하고 있다는 소문이 퍼졌다. 그 결과 페르디난트 2세는 1634년 2월 그의 체포를 명령했고, 25일 체프에서 자신의 장교들에 의해 암살되었다.
발렌슈타인과 그의 조직의 상실로 페르디난트 2세는 군사적 지원을 스페인에 의존하게 되었다. 스페인의 주요 관심사는 네덜란드와의 전쟁을 위해 스페인길을 재개하는 것이었으므로, 전쟁의 초점은 이제 북부에서 라인란트와 바이에른으로 옮겨갔다. 스페인령 네덜란드의 신임 총독 페르난도 데 에스파냐는 이탈리아에서 18,000명의 군대를 모집하여 1634년 9월 2일 도나우뵈르트에서 15,000명의 황제군과 합류했다. 나흘 후, 그들은 뇌르틀링겐 전투에서 결정적인 승리를 거두어 남부 독일에서 스웨덴의 세력을 파괴하였고, 이는 황제와 평화를 모색하던 독일 동맹국들의 이탈을 초래했다.

### 프라하 조약과 프랑스 왕국의 개입 (1635년~1648년)
뇌르틀링겐 전투는 전쟁을 끝내기는커녕 프랑스 왕국의 직접적인 개입을 촉발하여 분쟁을 확대시켰다. 리슐리외는 스웨덴에 새로운 보조금을 제공했고, 베른하르트 폰 작센바이마르가 이끄는 용병들을 고용하여 라인란트에서 공세를 펼쳤으며, 1635년 5월에는 스페인과 전쟁을 시작했다. 며칠 후, 독일 제후국들과 페르디난트 황제는 프라하 조약에 합의했다. 복구령 철회에 대한 대가로 하일브론 동맹과 가톨릭 동맹은 병력을 해산하는 데 동의했고, 이들은 단일 제국군으로 대체되었지만 작센과 바이에른은 자체 병력에 대한 통제권을 유지했다. 이 때부터 학자들은 30년 전쟁을 더 이상 독일 내부의 종교적 분쟁이 아니게 된 시점으로 여긴다.

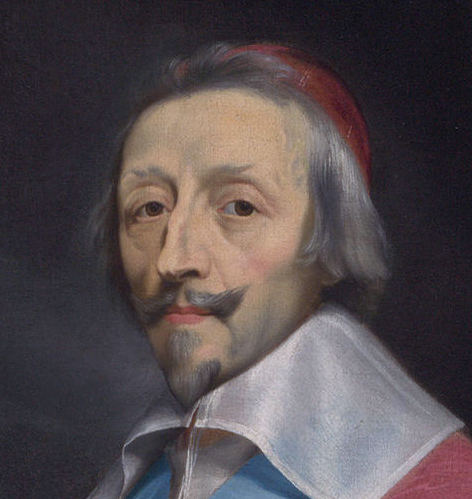
1624년부터 1642년까지 프랑스 재상이었으며 합스부르크 반대 동맹을 결성한 아르망 장 뒤 플레시 드 리슐리외

1635년 3월, 프랑스군은 발텔리나에 진입하여 스페인령 밀라노와 제국 간의 연결을 끊었다. 5월에 35,000명의 프랑스 주력군은 스페인령 네덜란드를 침공했지만 17,000명의 사상자를 낸 후 7월에 철수했다. 비스마르 조약에 따라 1636년 3월 프랑스는 스웨덴의 동맹국으로 30년 전쟁에 참전했다. 스웨덴은 구스타브 2세 아돌프가 얻은 영토와 세금을 대부분 잃어 프랑스의 재정 지원에 점점 더 의존하게 되었다. 스페인군은 이후 북프랑스를 침공하여 파리에 공포를 불러일으켰으나 보급 부족으로 퇴각해야 했다. 대부분의 독일 동맹국이 이탈했음에도 불구하고, 10월 4일 요한 바네르가 이끄는 스웨데군이 비트슈토크 전투에서 거둔 승리는 독일 북동부에서 스웨덴의 우위를 다시 확립했다.
페르디난트 2세는 1637년 2월에 사망했고, 그의 아들 페르디난트 3세가 뒤를 이었으나 불안정한 군사적 상황에 직면했다. 마티아스 갈라스가 바네르를 발트해로 후퇴시켰지만, 1638년 3월 베른하르트 폰 작센바이마르는 라인펠덴 전투에서 제국군을 격파했다. 12월에 그가 브라이자흐 전투에서 브라이자흐를 점령하면서 프랑스는 알자스에 대한 통제권을 확보하고 스페인 가도를 끊어 갈라스가 그곳으로 병력을 돌리게 만들었다. 멜히오어 폰 하츠펠트가 10월에 블로토 전투에서 스코틀랜드-독일 연합군을 격파했지만, 보급 부족으로 갈라스는 발트해에서 철수해야 했다.
1639년 4월, 바네르는 켐니츠 전투에서 작센군을 격파한 후 5월에 보헤미아로 진입했다. 상황을 만회하기 위해 페르디난트 황제는 오타비오 피콜로미니의 군대를 티옹빌 해방전에서 돌려세웠고, 이는 오스트리아와 스페인 간의 직접적인 군사 협력을 끝냈다. 올리바레스는 평화를 협상하라는 압력을 받았다. 특히 독일에서 프랑스와 스웨덴의 진격으로 스페인 가도가 끊기면서 마드리드는 플란데런의 군대에 해상으로 보급해야 했다. 해상 통제권을 다시 확보하려는 시도는 1639년 10월 마르턴 트롬프가 이끄는 네덜란드 국가 해군이 다운스 해전에서 스페인에 중요한 승리를 거두면서 실패로 끝났다.
프랑스군은 1640년에 스페인령 아르투아를 점령했고, 네덜란드-포르투갈 전쟁과 증세에 대한 반대가 결합되어 포르투갈과 카탈루냐에서 반란이 일어났다. 올리바레스는 이제 스페인이 네덜란드 독립을 받아들이고 스페인령 네덜란드에서 프랑스의 추가적인 영토 확장을 막는 데 집중해야 한다고 주장했다. 이는 대부분의 네덜란드 레헨턴이 전쟁이 승리했다고 믿고 평화의 대가만이 문제라고 생각했기 때문에 달성 가능해 보였다. 따라서 그들은 프레데리크 헨드리크 판 오라녜의 반대에도 불구하고 1640년 군대 예산을 삭감했다.
1639년 7월 베른하르트가 사망한 후, 그의 군대는 바네르의 스웨덴군과 합류하여 베저강을 따라 비효율적인 작전을 펼쳤다. 후퇴를 강요당한 바네르는 5월 할버슈타트에 도착하여 사망했고, 6월 볼펜뷔텔 전투 (1641년)에서 제국군을 격파했지만, 그의 독일군 병사들은 급여 부족으로 반란을 일으켰다. 11월에 렌나르트 토르스텐손이 7,000명의 스웨덴 신병과 반란군을 만족시킬 충분한 현금을 가지고 도착하면서 상황은 진정되었다.
1642년 1월 켐펜 전투에서 프랑스가 승리한 후 1642년 10월 제2차 브라이텐펠트 전투에서 토르스텐손은 오스트리아 대공 레오폴트 빌헬름이 이끄는 제국군에게 거의 10,000명의 사상자를 입혔다. 스웨덴군은 12월에 라이프치히를 점령했지만 프라이베르크는 점령하지 못했고, 1643년까지 작센군은 몇 개의 고립된 주둔지로 축소되었다. 이러한 좌절에도 불구하고 페르디난트 황제는 프랑스 및 스웨덴과의 평화 협상에서 제국 영지를 배제하고 제국 전체를 대표할 수 있을 만큼 자신의 지위를 개선하기 위해 계속 싸웠다.
리슐리외가 1642년 12월에 사망하고, 1643년 5월 루이 13세가 사망하여 그의 다섯 살 된 아들 루이 14세가 왕위에 오르자 이는 더욱 가능성이 커 보였다. 그러나 리슐리외의 정책은 후임자 쥘 마자랭이 계속 이어갔고, 알자스에서의 이득은 프랑스가 스페인과의 전쟁에 집중할 수 있게 했다. 1643년, 플란데런군은 북프랑스를 침공했지만 5월 19일 콩데 공작 루이 2세가 로크루아 전투에서 결정적인 승리를 거두었다. 이로써 스페인 가도를 다시 열려는 모든 전망은 사라졌고, 스페인 정부는 마침내 네덜란드 독립의 현실을 받아들였다.
그러나 콩데는 모든 참전국에 영향을 미치는 요인들 때문에 그의 승리를 완전히 이용할 수 없었다. 25년간의 전쟁으로 인한 파괴는 군대가 싸우는 것보다 식량을 찾는 데 더 많은 시간을 보내게 만들었고, 이로 인해 군대는 더 작고 기동성이 높아졌으며, 기병에 대한 의존도가 훨씬 커졌다. 식량 조달의 어려움은 전역을 늦게 시작하게 만들었고, 쉽게 보급될 수 있는 지역인 강과 가까운 곳으로 제한했다. 또한, 독일 주둔 프랑스군은 11월 투틀링겐 전투에서 바이에른 장군 프란츠 폰 메르시에게 격파당했다.
로크루아 전투 직후, 페르디난트 황제는 스웨덴과 프랑스를 베스트팔렌의 뮌스터와 오스나브뤼크에서 평화 회담에 초대했지만, 덴마크의 크리스티안 4세가 함부르크를 봉쇄하고 발트해 통행료를 인상하면서 협상은 지연되었다. 이는 네덜란드와 스웨덴 경제에 심각한 영향을 미쳤고, 1643년 12월 스웨덴이 네덜란드 해군의 지원을 받아 윌란반도를 침공하면서 토르스텐손 전쟁이 시작되었다. 페르디난트 황제는 갈라스 휘하의 군대를 모아 스웨덴군의 후방을 공격하게 했는데, 이는 재앙적인 결정으로 판명되었다. 칼 구스타프 브랑엘에게 덴마크 전쟁을 마무리하게 한 토르스텐손은 1644년 5월 독일로 돌아왔다. 갈라스는 그를 막지 못했고, 덴마크는 1644년 10월 페마른 전투에서 패배한 후 강화를 요청했다.
1644년 8월, 프랑스와 바이에른군은 3일간의 프라이부르크 전투에서 만나 양측 모두 막대한 사상자를 냈다. 전쟁에서 더 이상 승리할 수 없다고 확신한 막시밀리안은 이제 페르디난트 황제에게 분쟁을 끝내라고 압력을 가했다. 11월 평화 회담이 재개된 직후, 갈라스의 군대는 붕괴되었고 잔존 병력은 보헤미아로 퇴각했으며, 1645년 3월 얀카우 전투에서 토르스텐손에게 흩어졌다. 5월, 폰 메르시 휘하의 바이에른군은 헤르프스트하우젠 전투에서 프랑스 분견대를 격파했지만, 8월 제2차 뇌르틀링겐 전투에서 패배하고 전사했다. 이로 인해 작센의 요한 게오르크 1세는 고립되었고, 9월에 스웨덴과 6개월 휴전 협정을 맺은 후, 1646년 3월 오일렌베르크 조약에서 중립을 지키기로 합의했다.
라인란트의 프랑스 사령관인 튀렌과 토르스텐손의 후임인 브랑엘 휘하의 프랑스군과 스웨덴군은 1646년 여름 별개로 바이에른을 침공했다. 막시밀리안은 자신이 시작한 전쟁을 끝내기 위해 절박한 상황이었고, 이때 스페인은 마자랭이 프랑스 점령지인 카탈루냐를 스페인령 네덜란드와 교환하려는 비밀 제안을 공개했다. 이 이중성에 분노한 네덜란드는 1647년 1월 스페인과 휴전 협정을 맺고 자체 평화 조건을 협상하기 시작했다. 외교를 통해 네덜란드를 확보하지 못한 마자랭은 무력으로 확보하기로 결정했다. 이를 위한 자원을 확보하기 위해 1647년 3월 14일, 그는 바이에른, 쾰른 선제후국, 스웨덴과 울름 휴전을 체결했다.
계획된 공세는 튀렌의 대부분 독일군이 반란을 일으키고, 바이에른 장군 요한 폰 베르트가 휴전을 지키지 않으면서 무산되었다. 반란은 빠르게 진압되었지만, 막시밀리안은 베르트의 전례를 따라야 한다고 느꼈고, 9월에 브롱크호르스트-그론스펠트에게 바이에른군의 잔존 병력을 페터 멜란더 폰 홀차펠 백작 휘하의 제국군과 합치라고 명령했다. 브랑엘과 튀렌이 이끄는 프랑스-스웨덴군에 수적으로 열세인 그들은 1648년 5월 추스마르스하우젠 전투에서 패배했다. 홀차펠은 전사했고, 그의 군대 대부분이 라이몬도 몬테쿠콜리 덕분에 탈출했지만, 바이에른은 다시 무방비 상태가 되었다.
스웨덴군은 쾨닉스마르크 휘하의 제2군을 프라하 공격에 보내 7월에 성과 말라스트라나 지구를 점령했다. 주된 목적은 전쟁이 끝나기 전에 가능한 한 많은 전리품을 얻는 것이었다. 그들은 구시가지를 점령하는 데는 실패했지만, 현재 스톡홀름에서 볼 수 있는 코덱스 기가스를 포함한 보물들을 확보했다. 1648년 8월 렌스 전투에서 플란데런에서의 스페인 공세가 패배로 끝났을 때, 페르디난트는 1648년 10월 24일 스웨덴 및 프랑스와 전쟁을 끝내는 조약을 체결했다.

### 베스트팔렌 체제

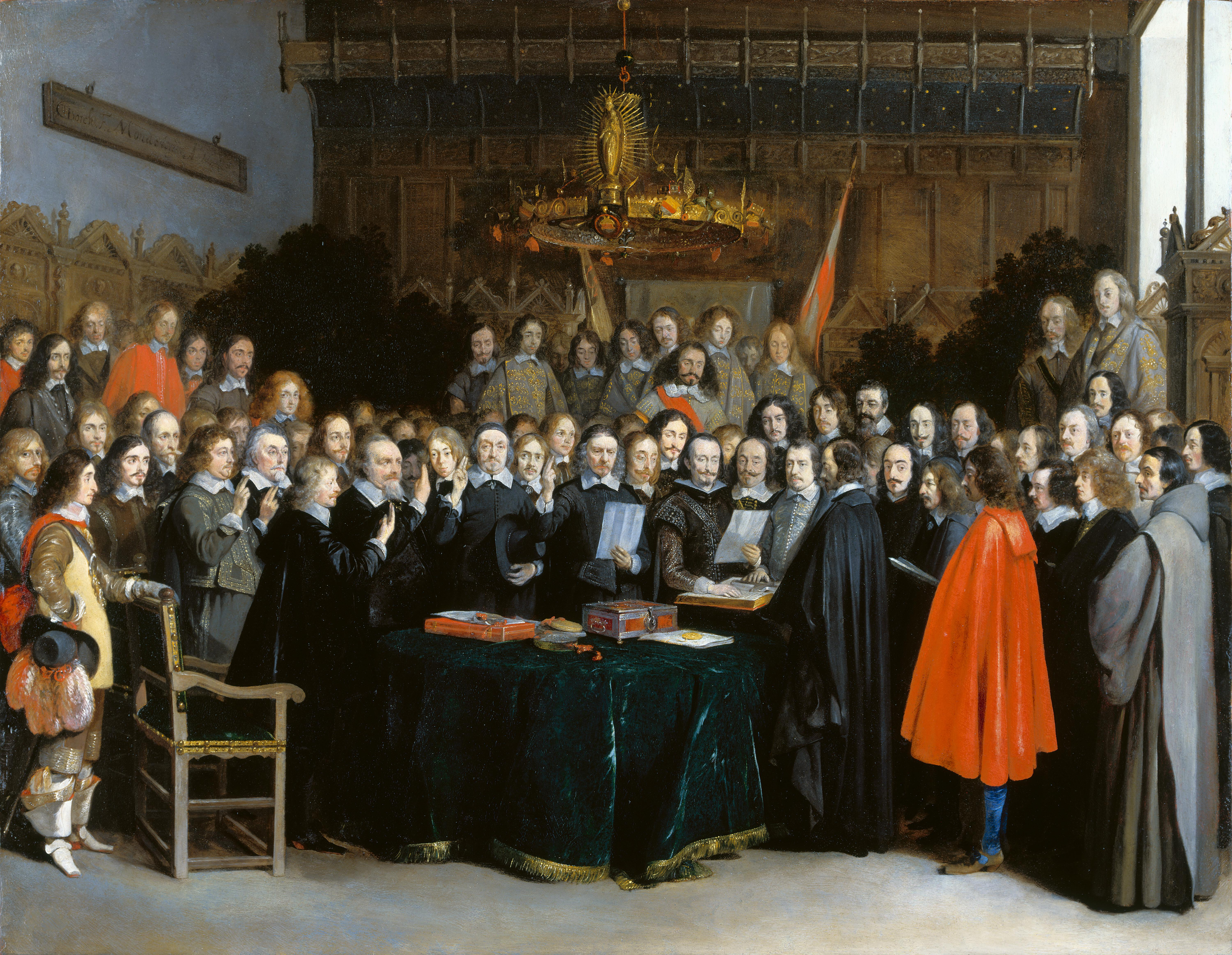
베스트팔렌 조약을 체결하는 모습.

## 참고 문헌
- Åberg, A., "The Swedish army from Lützen to Narva", in M. Roberts (ed.), Sweden’s Age of Greatness, 1632-1718 (1973).
- Benecke, G. Germany in the Thirty Years War (1978).
- Gindely, Antonín. History of the Thirty Years' War, Putnam, 1884.
- Gutmann, Myron P. "The Origins of the Thirty Years' War", Journal of Interdisciplinary History, Vol. 18, No. 4. (Spring, 1988), pp. 749–770. in JSTOR
- Kamen, Henry. "The Economic and Social Consequences of the Thirty Years' War", Past and Present, No. 39. (Apr., 1968), pp. 44–61. in JSTOR
- Kennedy, Paul. The Rise and Fall of the Great Powers: Economic Change and Military Conflict from 1500 to 2000 (1988).
- Langer, Herbert. The Thirty Year's War. Poole, England: Blandford Press, 1980.
- Murdoch, Steve; Scotland and the Thirty Years' War, 1618-1648 Brill, 2001
- Parker, Geoffrey. The Thirty Years' War. London: Routledge and Kegan Paul, 1984. recent scholarly synthesis
- Polišenský, J.V. "The Thirty Years' War", Past and Present, No. 6. (Nov., 1954), pp. 31–43. in JSTOR
- Polišenský, J.V. "The Thirty Years' War and the Crises and Revolutions of Seventeenth-Century Europe", Past and Present, No. 39. (Apr., 1968), pp. 34–43. in JSTOR
- Prinzing, Friedrich. Epidemics Resulting from Wars, Oxford: Clarendon Press, 1916.
- Roberts, Michael. Gustavus Adolphus: A History of Sweden, 1611-1632 (2 vols, 1953, 1958).
- A. W. Ward, ed. The Cambridge Modern History, vol 4: The Thirty Years War 보관됨 2007-10-12 - 웨이백 머신 1902. 1006 pp
- Wedgwood, C.V.; Kennedy, Paul. Thirty Years War. New York: The New York Review of Books, Inc., 2005 (ISBN 1-59017-146-2).

- 『ドイツ三十年戦争』 シセリー・ヴェロニカ・ウェッジウッド 著, 瀬原義生 訳 刀水書房 ISBN 4-88708-317-3
- 『戦うハプスブルク家―近代の序章としての三十年戦争』 菊池良生 著 講談社 ISBN 4-06-149282-9
- 『傭兵の二千年史』 菊池良生 著 講談社 ISBN 4-06-149587-9